# Trambus

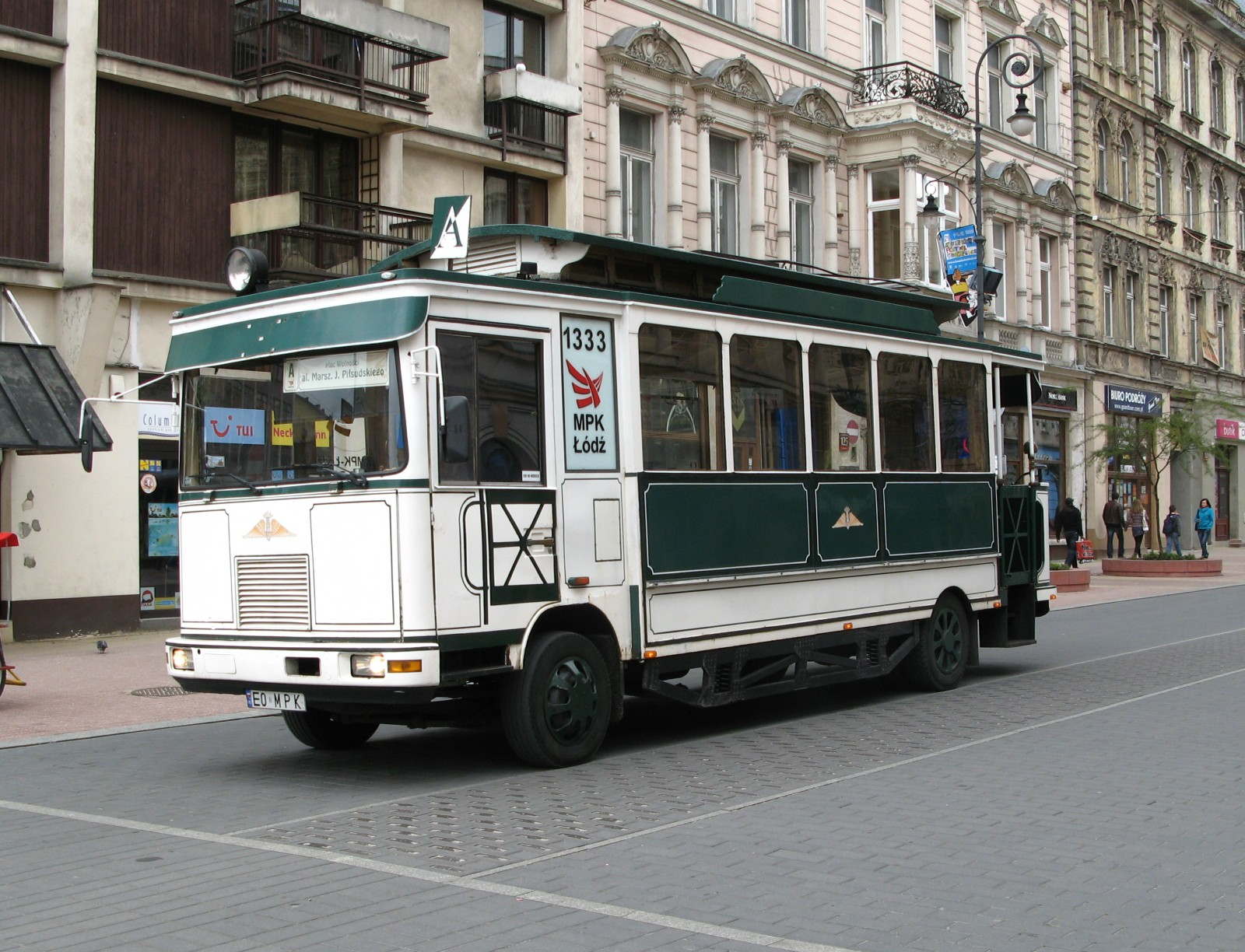
Trambus jeżdżący po Piotrkowskiej

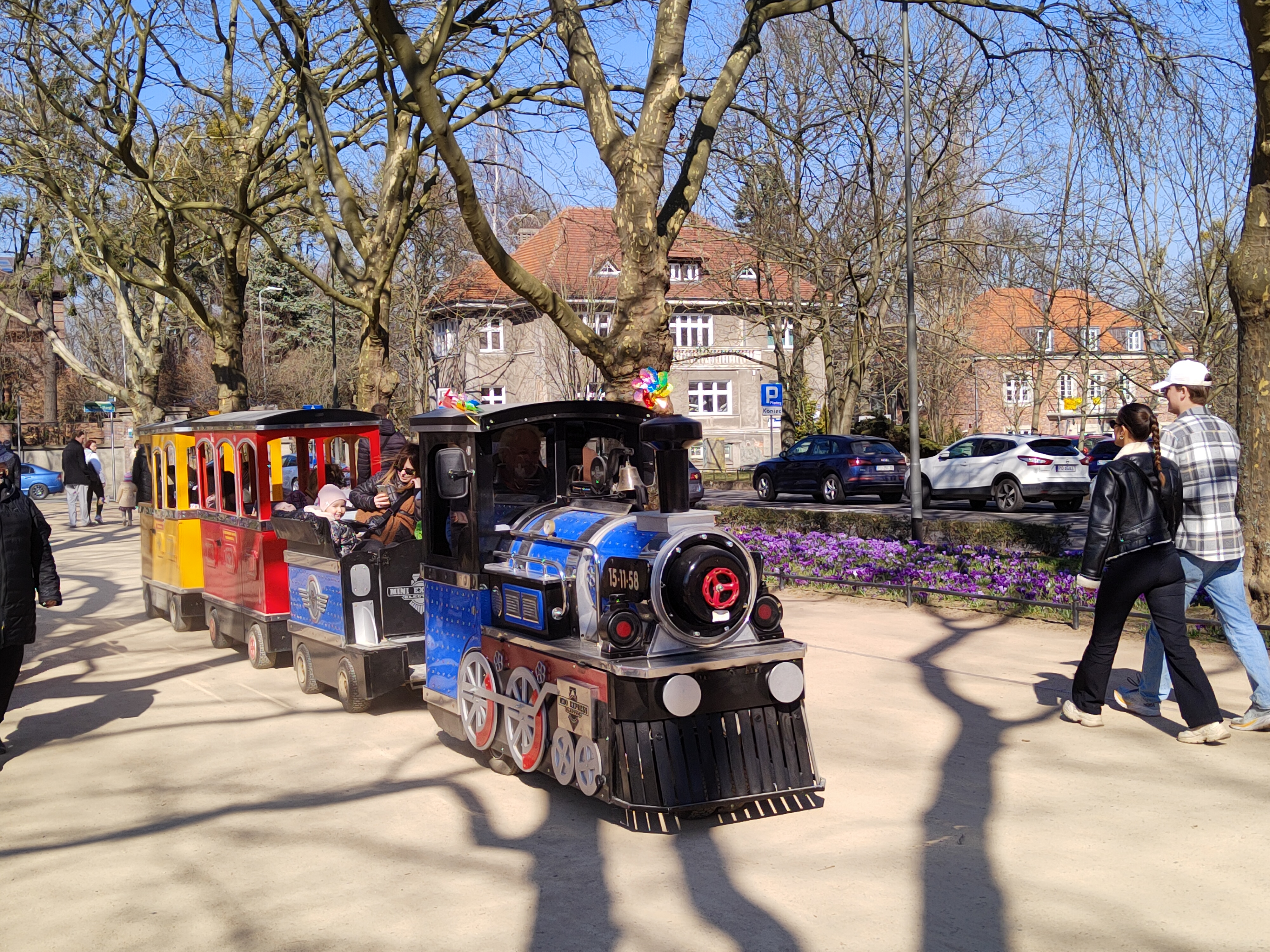
Trambus jako imitacja kolejki na Jasnych Błoniach w Szczecinie

Trambus – atrapa tramwaju na podwoziu samochodu ciężarowego. Trambus od 2003 roku jeździ w Łodzi jako autobus linii A na trasie, która obecnie wiedzie od Manufaktury, przez Plac Wolności, ulicę Piotrkowską do Galerii Łódzkiej. Opisywany pojazd jest repliką zabytkowego tramwaju Herbrand zbudowaną na podwoziu Volvo.
Nieco inne pojazdy o napędzie elektrycznym jeżdżą po łódzkiej Manufakturze i jej okolicach. Nazywane są one Manufakturobusami. Właściwie są to mikrobusy z zasilaniem akumulatorowym. 
Słowo trambus zostało użyte na określenie autobusu miejskiego w encyklopedii „Samochody od A do Z”, WKŁ, Warszawa 1961, gdzie podjęta została próba usystematyzowania nazewnictwa różnych rodzajów autobusów.